# Nyligen industrialiserat land

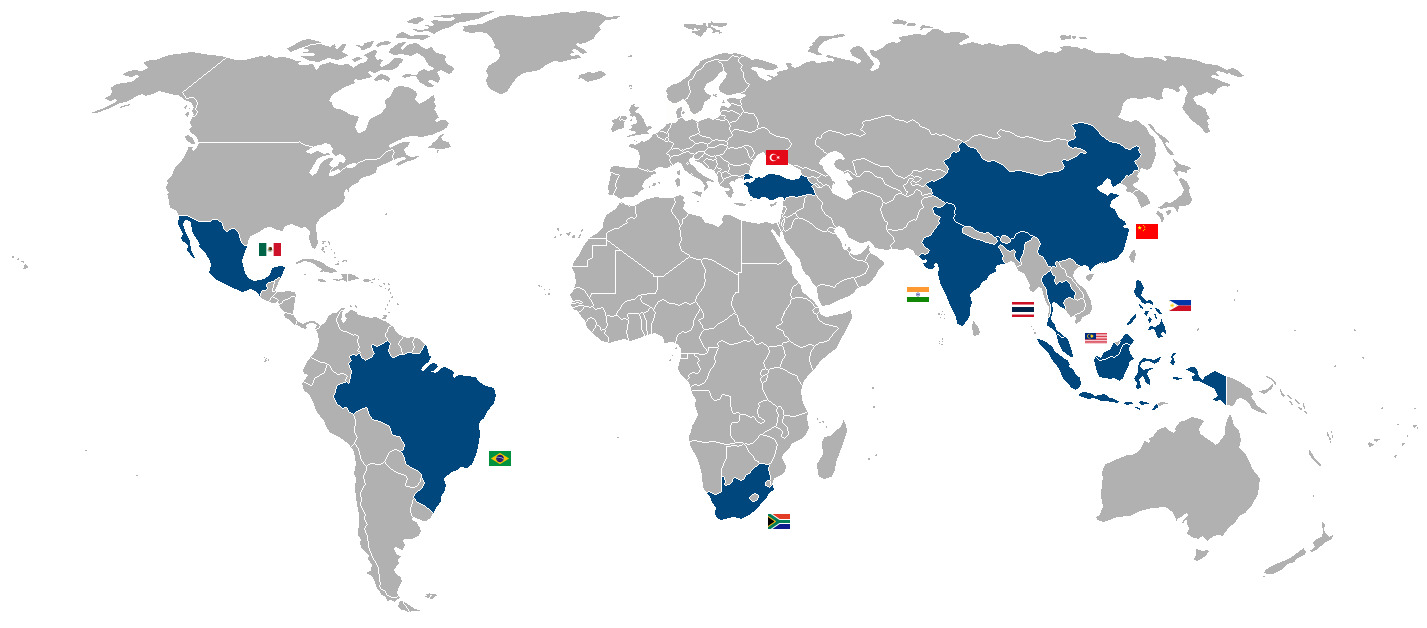
Länder som är nyligen industrialiserade

Ett nyligen industrialiserat land eller NIC-land (efter engelskans Newly Industrialised Country) är ett land som nyligen genomgått industrialisering. Ett sådant land kännetecknas mest av att export och produktion av industrivaror ökat under de senaste decennierna.
Exempel på sådana länder idag är Mexiko, Turkiet och Kina.